# Histoire de la consommation
 (juin 2024).
L’histoire de la consommation est une discipline historique qui s’inscrit dans l’histoire culturelle et qui a pour objet d’étude la consommation, le consommateur, et leur rapport à la société. La consommation désigne ici le fait de consommer (autrement dit utiliser) des biens et services, généralement dans le but de satisfaire des besoins ou des désirs.
Après de longues années de développement, durant lesquelles l’histoire de la consommation n’est faite qu’indirectement, afin de répondre aux interrogations d’autre champs historiographique, elle commence à connaître son essor vers les années 1990 dans le but de répondre aux interrogations contemporaines.Son champ historiographique, à la croisée de l’histoire culturelle, sociale, et économique, fait de l’histoire de la consommation un formidable outil pour l’étude de nos sociétés contemporaines.

## Origine
Les historiens s’accordent pour dire que l'on peut parler de consommation en tant que phénomène de société à partir de la moitié du 18e siècle, mais que la consommation de masse ne commence réellement qu'entre 1850 et 1914. Les guerres mondiales ont ralenti cette dernière.
Au 19e siècle, la théorie du consommateur n’existe pas encore. En effet, ni Karl Marx ni Adam Smith ne s’y sont intéressés. Il faut attendre l’école néoclassique, pour voir l’apparition d’une théorie économique du consommateur. Bien que l’histoire de la consommation n’ait pas découlé de ces théories, ces dernières ont grandement contribué à l’influence économique de l’histoire de la consommation quelques années plus tard. Il faut attendre les années 1960 avec Gary Becker et Jan de Vries qui ont réellement analysé la théorie de la consommation dans l’histoire.
À la suite de la période de reconstruction qui suivit la fin de la Seconde Guerre mondiale, surgit un changement des habitudes de consommation et un renouvellement historiographique. En effet, vers 1955, la surconsommation s'accroît dans les sociétés occidentales. Et vers les années 1960, apparaît la notion d’histoire culturelle et avec elle d’autres notions comme l’histoire économique, l’histoire des femmes, etc.
L’histoire de la consommation naît à partir du champ historiographique de l’histoire culturelle et de  son émergence dans les années 1960, notamment à la suite de la grande enquête de Braudel. Publiée dans la revue des Annales en 1961, les recherches de ce dernier sur “La vie matérielle” retracent les différents aspects de la consommation, qui, selon lui, sont inscrits dans les habitudes et dans les héritages.
Entre les années 1950 et 1970 une tendance historiographique apparaît, il s’agit de la « révolution quantitative ». Cette histoire quantitative se dévoile au travers de l’histoire des prix qui est une branche de l’histoire économique. Cette tendance, d’abord présente dans l’histoire économique, s’est propagée vers d’autres domaines tels que l’histoire sociale, dont l’histoire des populations, puis à l’histoire culturelle.
Ainsi, d’abord strictement quantitatives et centrées sur l’alimentation, l’histoire de la consommation se concentre dans un premier temps sur les origines de la consommation datant de la période industrielle du 19e siècle. On constate cependant un intérêt croissant pour les normes sociales et les représentations symboliques, tout en étendant parallèlement l’historiographie à d'autres aspects de la consommation.
Vers les années 1980, l’histoire de la consommation se concentre sur la consommation liée à la période moderne. Il faut attendre une dizaine d’années pour que l'histoire de la consommation travaille sur la période contemporaine pour répondre aux questionnements de l’époque. Selon Marie-Emmanuelle Chessel, la chute du mur de Berlin en 1989 peut être liée à ce changement de perspective.

## Évolution récente
L'étude de la consommation a été, et reste, un point d'interface majeur entre l'anthropologie, la sociologie et l'économie, stimulant de nouvelles orientations dans l'histoire culturelle, globale et matérielle. Les historiens ont été amenés à réfléchir à la production, à la représentation et à la circulation des objets, ainsi qu'à la nature de la communication symbolique, des pratiques matérielles et de la formation de l'identité.
L’historiographie de la consommation s’intéresse à de nombreux sujets, comme le consommateur et ses habitudes, la consommation des produits essentiels (aliments, vêtements, ...), les tendances sociétales, .... Les historiens britanniques et français se sont d’abord tournés vers la question du “niveau de vie” à travers les produits essentiels, ils essayaient de catégoriser les populations.
L’historiographie récente s’est également préoccupée des lieux de consommation - par exemple sur les marchés publics, et notamment dans les grands magasins, en Europe comme en Amérique du Nord. Une autre tendance historique importante qui nous intéresse est celle concernant le rôle de l’Etat dans la consommation. Les politiques économiques officielles déterminent dans une large mesure les possibilités de consommation, surtout en temps de crise économique et de guerre.
À l’origine très centrée sur le monde et les sociétés occidentales, particulièrement l’Angleterre et les Etats-Unis, l’histoire de la consommations s’intéresse de plus en plus aux autres partie du monde, soulignant l’émergence d’une culture de la consommations qui n’émerge pas avec l’arrivée d’occidentaux sur le territoire.

## Historiographie par pays
En ce qui concerne le monde anglo-saxon, ce dernier s'intéresse à la consommation à la suite d'une nouvelle dynamique historiographique. Celle-ci se concentre sur l'histoire culturelle, dont l’histoire sociale avec l’histoire de la “classe ouvrière”, l’histoire du genre. C’est notamment par le biais de cette histoire sociale que se développe l’histoire de la consommation.
L’histoire de la consommation et l’histoire culturelle en général est moins développée en France. Toutefois, elle n’est pas inexistante. En effet, l’histoire de la consommation a commencé à être développée dès les années 1960 par Fernand Braudel et sa contribution dans les Annales. Tout a débuté lorsque Lucien Febvre a demandé à François Braudel de collaborer pour réaliser une histoire de l’Europe. Lucien Febvre devait s’occuper des “pensées et croyances” tandis que François Braudel devait s’occuper de l’aspect “histoire matérielle”. Le projet n’a jamais pu voir le jour à la suite de la mort de Lucien Febvre en 1956. Toutefois, Braudel a continué son travail sur “l'histoire matérielle” et publie trois volumes “Civilisation matérielle et capitalisme” entre 1967 et 1979. Dans ces volumes, Braudel traite de la consommation et de la distribution d’un point-de-vue économiste. Grâce aux Annales, à ses travaux de recherches et son influence sur les fonds de recherches, François Braudel a contribué à ce qui deviendra l’histoire de la consommation.
En Allemagne, il y a un intérêt tardif pour la consommation qui est né dans le cadre du développement de l'histoire sociale en tant que Gesellschaftsgeschichte. C’est l'école de Bielefeld et sa volonté d’histoire totale, inspirée par l’école des Annales, qui effectue cette transformation des intérêts, interrogeant l’histoire politique avec les conditions sociales des époques concernées. Son objectif affiché de transformer l’histoire en science sociale ainsi que les nombreuses démarches interdisciplinaires entraîne donc un intérêt assez tardif pour l’histoire de la consommation. L’histoire de la consommation est alors avant tout une réponse aux questions plutôt qu’un sujet en soi.

## Sources et méthodes
A l'intersection de l’histoire culturelle, de l’histoire sociale et de l’histoire économique, l’histoire de la consommation dispose de sources et d’approches nombreuses et variées. En plus des données statistiques nécessaires à cette histoire intrinsèquement matérialiste, l’aspect symbolique des objets de consommations demande un intérêt particulier aux consommateurs et leurs cadres sociaux collectifs, Il faut pour cela, en raison de la rareté des témoignages individuels, s’intéresser aux enquêtes d’observateurs, qui permettent dès lors d’analyser le phénomène à l’échelle globale.
Dans le domaine de l’histoire sociale, il est possible de dégager plusieurs grands courants de recherches liés à l’histoire de la consommation : la consommation comme distinction, la consommation comme construction identitaire, la consommation comme médiation, ….
On peut souligner la fertilité des rapports entre histoire et histoire de l’art afin de réaliser une histoire de la consommation, les musées trouvant un intérêt certain à mettre en avant leur culture matérielle. Cette tendance a cependant pour conséquence de surévaluer les époques et les espaces bien présents dans les réserves au détriment d'autres moins abondants matériellement.

### Articles liés
1. ↑  "La consommation" dans Facileco, Ministère de l'Économie, des Finances et de la Souveraineté industrielle et numérique de France. https://www.economie.gouv.fr/facileco/consommation#:~:text=La%20consommation%20d%C3%A9signe%20le%20fait,utilisation%20future%20de%20la%20production (24 octobre 2023)
2. 1 2  Trentmann Frank (ed.), The Oxford Handbook of the History of Consumption, 2012, p.1-20 (online edn, Oxford Academic, 18 Sept. 2012), https://doi.org/10.1093/oxfordhb/9780199561216.001.0001, (consultée le 24 Oct. 2023.)
3. 1 2 3  Daumas Jean Claude, La révolution matérielle, une histoire de la consommation, France XIXe – XXe siècle, Paris, Flammarion, 2018, p.9.
4. ↑  Chessel Marie-Emmanuelle, Histoire de la consommation, Paris, La Découverte, 2012, p.2-3.
5. ↑  « La consommation : penseurs et courants », Les Grands Dossiers des Sciences Humaines, vol. N°22, no 3,‎ 1er mars 2011, p. 5–5 (ISSN 1777-375X, DOI 10.3917/gdsh.022.0005, lire en ligne, consulté le 11 décembre 2023)
6. ↑  Chessel Marie-Emmanuelle. « II. Au XXe siècle : vers la société de consommation contemporaine » dans Chessel Marie-Emmanuelle (éd.), Histoire de la consommation, Paris, La Découverte, 2012, p. 23-44.
7. ↑  Sirinelli Jean-François. “Réflexions Sur l’histoire et l’historiographie Du XXe Siècle Français”, Revue Historique, vol.307, n° 3, 2005, p. 615. http://www.jstor.org/stable/40957610 (consultée le 24 octobre 2023)
8. ↑  Burke Peter, The French historical revolution: the Annales School 1929-89, Cambridge, Polity press, 1990, p.53.
9. 1 2  Chessel Marie-Emmanuelle, Histoire de la consommation, Paris, La Découverte, 2012, p.1-8.
10. ↑  Fahrni, M. (2005). Explorer la consommation dans une perspective historique. Revue d'histoire de l'Amérique française, 58(4), p.467.
11. ↑  Fahrni Magda, "Explorer la consommation dans une perspective historique" dans Revue d'histoire de l'Amérique française, vol. 58, n°4, 2005, p. 465–473.
12. ↑  Chessel Marie-Emmanuelle. « Où va l'histoire de la consommation ? » dans Revue d’histoire moderne & contemporaine, vol. 59, no. 3, 2012, p. 152.
13. ↑  Trentmann Frank, “Beyond Consumerism: New Historical Perspectives on Consumption.” in Journal of Contemporary History, vol. 39, n° 3, 2004, p. 375.
14. ↑  Burke Peter, The French historical revolution: the Annales School 1929-89, Cambridge, Polity press, 1990, p.44-45.
15. ↑  Hans-Ulrich WEHLER et l’École de Bielefeld », Nicolas Le Moigne, 2004, Bulletin de la Mission Historique Française en Allemagne, 40 (2004) ; pp. 181-185
16. ↑   Trentmann Frank, “Beyond Consumerism: New Historical Perspectives on Consumption.” in Journal of Contemporary History 39, no. 3, 2004, p. 374.
17. ↑  Daumas Jean Claude, La révolution matérielle, une histoire de la consommation, France XIXe – XXe siècle, Paris, Flammarion, 2018, p.11.
18. ↑  Voir La Distinction de Pierre Bourdieu (1979) où il démontre que les choix de consommation sont liés à l’habitus.
19. ↑  « La consommation : penseurs et courants », Les Grands Dossiers des Sciences Humaines,‎ 1er mars 2011, p. 5–5 (ISSN 1777-375X, DOI 10.3917/gdsh.022.0005, lire en ligne, consulté le 11 décembre 2023)
20. ↑  Chessel Marie-Emmanuelle. « Où va l'histoire de la consommation ? » dans Revue d’histoire moderne & contemporaine, vol. 59, no. 3, 2012, p. 154.